# Hàn vương An
Hàn vương An (chữ Hán: 韓王安, trị vì: 238 TCN – 230 TCN), tên thật là Hàn An (韓安), là vị vua thứ 11 và là vua cuối cùng nước Hàn - chư hầu nhà Chu thời Chiến Quốc trong lịch sử Trung Quốc.
Hàn vương An là con của Hàn Hoàn Huệ vương – vua thứ 10 nước Hàn. Năm 239 TCN, Hàn Hoàn Huệ vương mất, Hàn An lên nối ngôi.
Nước Hàn thời Hàn vương An đã rất nhỏ yếu do sự xâm thực nhiều năm của nước Tần. Tần vương Chính đang trên đà hoàn thành việc thống nhất Trung Quốc.
Năm 234 TCN, Tần vương Chính đánh Hàn. Nước Hàn nguy cấp, Hàn vương An bèn sai công tử Hàn Phi làm sứ giả, sang nước Tần xin hòa hoãn. Tần vương Chính bèn lưu Hàn Phi ở lại. Được một thời gian, Hàn Phi bị Lý Tư ghen tài gièm pha và bị Tần vương Chính giết.
Năm 230 TCN, Tần vương Chính hạ lệnh đi kinh lược nước Hàn. Hàn vương An biết không thể giữ được bờ cõi, đành thu thập hết sổ sách dâng vua Tần xin đầu hàng. Tần vương Chính đặt đất đai còn lại của nước Hàn làm quận Dĩnh Xuyên.
Ông mất ở nước Tần 5 năm sau (225 TCN). Nước Hàn tính từ Hàn Cảnh hầu chia nước Tấn lập quốc đến Hàn vương An gồm 11 đời vua thuộc 11 thế hệ.
Hàn là nước đầu tiên trong 6 nước Sơn Đông (tức phía đông Hào sơn, Hàm Cốc quan) bị Tần tiêu diệt. Năm 221 TCN, Tần vương Chính hoàn thành việc diệt 6 nước, thống nhất Trung Quốc, trở thành Tần Thủy Hoàng. Năm 218 TCN, con tướng quốc Trương Bình là Trương Lương định ám sát vua Tần nhưng không thành công. Hai mươi mốt năm sau khi nước Hàn mất (209 TCN), các nước Sơn Đông nổi dậy chống nhà Tần, Trương Lương lập một người dòng dõi nước Hàn là Hàn Thành lên làm vua.